# Manel Giménez Valentí
Manel Giménez Valentí, també conegut com a Oncle Manel (Gràcia, Barcelona, 1934 – 8 de setembre de 2016), fou un activista social català del poble gitano a Catalunya.

## Biografia
Al llarg de la seva vida treballà en molts oficis però principalment en la venda ambulant. Des del 1963 fins al 1966 va residir a l'Argentina.
Des dels anys vuitanta estigué molt vinculat amb el món associatiu del districte, tot i que no va ser fins a 1986 quan va fundar la Unió Gitana de Gràcia. Des d'aleshores fou membre de la seva Junta Directiva, i des d'aquesta plataforma fou també un dels impulsors de la creació, el 1991, de la Federació d'Associacions Gitanes de Catalunya, on va desenvolupar diferents funcions i càrrecs fins a 2003. Durant aquests anys participà en diferents estudis dirigits per Carme Garriga sobre el poble gitano a Barcelona i a Badalona, fent enquestes porta a porta per recollir l'opinió i les queixes d'aquesta comunitat. Entre aquests estudis destaca l'informe Situació del poble gitano a Catalunya (2003), encarregat pel Departament de Benestar i Família a la Fundació Pere Tarrés i que ha servit com a base del Pla integral del poble gitano elaborat per la Generalitat de Catalunya.
Va ser també un dels artífex el 2004, de l'Agrupació per al Desenvolupament del Poble Gitano dels Pobles Catalans, i fou membre del Consell Municipal del Poble Gitano a Barcelona. El 2004 li fou atorgada la Creu de Sant Jordi. El 2005 va rebre la Medalla d'Honor de Barcelona.
Un net seu, Sicus Carbonell, és una de les veus de referència de la rumba catalana actual.